# 内野正幸
内野 正幸（うちの まさゆき、1955年6月12日 - ）は、日本の法学者（憲法）。中央大学名誉教授。

## 略歴
- 1978年 東京大学法学部卒業
- 1978年 東京大学法学部助手
- 1982年 筑波大学社会科学系講師
- 1985年 筑波大学社会科学系助教授
- 1996年 筑波大学社会科学系教授
- 2003年 中央大学法科大学院開設準備室教授
- 2004年 中央大学法科大学院教授
- 2019年 日本教育法学会会長
- 2023年 中央大学退職、名誉教授。

## 著書
- 『憲法解釈の論点』（日本評論社、1990年）
- 『差別的表現』（有斐閣、1990年）
- 『憲法解釈の論理と体系』日本評論社 現代憲法理論叢書 1991
- 『社会権の歴史的展開 労働権を中心にして』信山社出版 1992
- 『人権のオモテとウラ 不利な立場の人々の視点』明石書店 1992
- 『教育の権利と自由』有斐閣 1994
- 『民主制の欠点―仲良く論争しよう』（日本評論社、2005年）
- 『新・論点講義シリーズ1 公法（憲法）』（弘文堂、2007年）
- 『表現・教育・宗教と人権』弘文堂 憲法研究叢書 2010
- 『人権の精神と差別・貧困 憲法にてらして考える』明石書店 世界人権問題叢書 2012

### 共著
- 『ホーンブック憲法』樋口陽一編, 長谷部恭男,渡辺康行,安念潤司,石川健治,遠藤比呂通共著（北樹出版、2000年）
- 『プロセス演習 憲法』棟居快行・工藤達朗・小山剛・赤坂正浩・石川健治・大沢秀介・大津浩・駒村圭吾・笹田栄司・宍戸常寿・鈴木秀美・畑尻剛・村田尚紀・宮地基・矢島基美・山元一共著（信山社 2004年）